# Lev Leviev

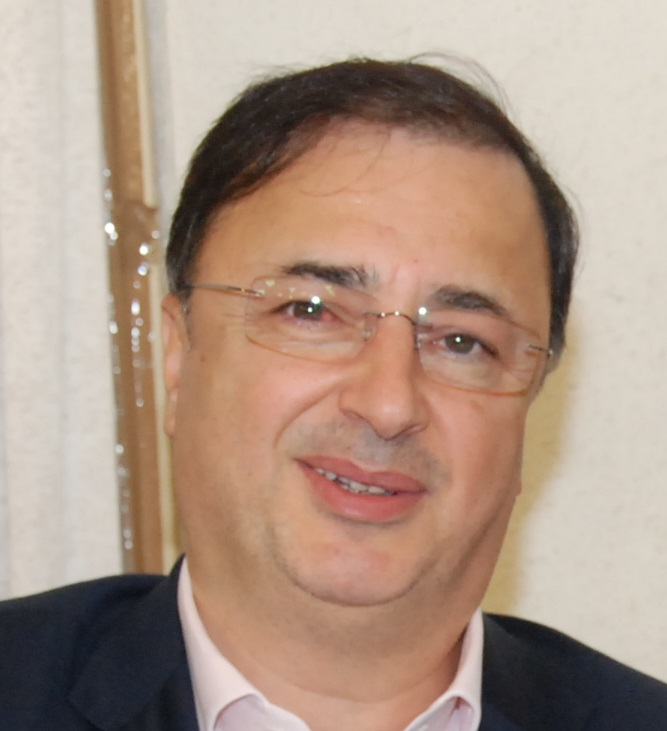
Imagem de Lev Leviev.

Lev Avnerovich Leviev (nascido em 30 de julho de 1956, em Tashkent, URSS) é um magnata  uzbeque-israelense. Seu patrimônio individual era de aproximadamente 1,5 bilhões dólares, pouco depois do início da crise financeira global de 2008.
Leviev tem sido descrito como um dos  indivíduos mais ricos judeus no mundo e  um grande filantropo, contribuindo para causas judaicas na Europa Oriental e Israel.
Por seus negócios na mineração de diamantes em Angola e por seus investimentos em  assentamentos judeus , Leviev têm sido alvo de críticas e protestos.